# Пролив Парри
Пролив Парри (англ. Parry Channel) — пролив в Северном Ледовитом океане, в центральной части Канадского Арктического архипелага.
Соединяет море Баффина на востоке с морем Бофорта — на западе. Отделяет Острова Королевы Елизаветы на севере от остальной части архипелага. Имеет длину около 1000 км; в самом узком месте, между островами Сомерсет и Корнуоллис достигает ширины всего 45 км.
Пролив Парри состоит из цепочки проливов — Ланкастер, Барроу, Вайкаунт–Мелвилл и Мак-Клур.
Назван в честь исследователя Арктики Уильяма Эдварда Парри.